# Fernando Alonso (danseur)
Pour les articles homonymes, voir Fernando Alonso et Alonso.
Fernando Alonso, né le 17 décembre 1914 à La Havane et mort le 27 juillet 2013 dans la même ville, est un danseur cubain, cofondateur du ballet nacional de Cuba.

## Biographie
Fernando Alonso naît à La Havane en 1914. Il est le fils aîné du comptable Matías Alonso Reverón et de la pianiste Laura Rayneri Piedra, fille de l'architecte Eugenio Rayneri Piedra (en),. Sa mère soutient financièrement la Sociedad Pro-Arte Musical, avant d'être nommée présidente de l'institution culturelle,. Les parents de Fernando Alonso l'envoient étudier aux États-Unis. Devenu expert-comptable, il retourne à Cuba en 1935. Il entre à l'école de ballet de la Sociedad Pro-Arte, où étudie déjà son jeune frère Alberto. Fernando Alonso fait ses débuts sur scène en 1936.
Le danseur repart aux États-Unis l'année suivante et s'installe près de Broadway. Il passe une audition et intègre la compagnie de Mikhail Mordkin. Fernando Alonso épouse la danseuse Alicia Martínez, qui le rejoint à New York. Il étudie à la School of American Ballet. Les époux Alonso intègrent la compagnie new-yorkaise American Ballet Theatre en 1940. Lorsque sa femme est opérée à la suite d'un décollement de rétine, Fernando Alonso l'aide à remonter sur scène. L'expérience influence les méthodes d'enseignement qu'il mettra en œuvre par la suite.
En 1948, Fernando Alonso rentre à Cuba. Avec son épouse, il fonde le ballet Alicia Alonso, qui devient le ballet nacional de Cuba après la révolution. Fernando Alonso contribue au développement du style classique cubain. Il divorce en 1975 et se remarie avec la danseuse Aida Villoch. Il dirige l'école de ballet et la compagnie de Camagüey.

## Récompenses
En 2008, Fernando Alonso reçoit à Moscou le prix Benois de la danse pour l'ensemble de son œuvre.